# マクシミリアン・カルナー
マクシミリアン・カルナー（Maximilian Karner, 1990年1月3日 - ）は、オーストリア・ザルツブルク州・ザルツブルク出身のサッカー選手。ポジションはDF。

## 経歴

### クラブ
12歳で地元クラブの育成部門よりオーストリア・ブンデスリーガに所属するアウストリア・ザルツブルクの育成部門へ移籍。2005年に同クラブの名称がレッドブル・ザルツブルクに変更された後も同クラブに在籍。
15歳で同クラブの育成部門を卒業しセカンドチームに昇格。ユースの試合と掛け持ちしながらセカンドチームの一員としてオーストリア3部及びエルステリーガ（2部）の公式戦に出場するようになる。
2010年以降は国内ではオーストリア・ブンデスリーガに属するSVリートとエルステリーガに属するSVグレーディヒでプレー。UEFAヨーロッパリーグやオーストリア・カップを含めて公式戦109試合に出場し5得点を記録した（全得点はセットプレーから挙げている）。。
2015年7月以降は国際でのプレーを望みブルガリア1部の名門レフスキ・ソフィアに移籍主力センターバックとして21試合でフル出場しリーグ準優勝を果たした。
2016年8月にリーグ・オブ・アイルランド（1部）に属するデリー・シティFCとシーズン終了までの契約を結んだ。
基本センターバックを本職とするが、チーム事情によってはサイドバックとしても試合に出場している。

### 代表
U16、U17、U18、U20、U21と各カテゴリーで招集されていたが、A代表ではアレクサンダル・ドラゴヴィッチやケヴィン・ヴィマー、シュテファン・イルザンカー、マルティン・ヒンターエッガーらとポジションが重なることもあり招集されていない。
U21代表のチームメートにはフロリアン・カインツ、アンドレアス・ヴァイマン、ハインツ・リンドナー等がいた。